# 莊輝恩

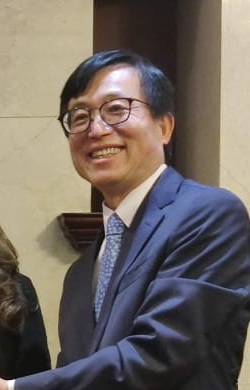
2022年攝於厄瓜多基多

莊輝恩，中華民國外交官、政府官員。淡江大學西班牙語文學系學士畢業、國際新聞人員考試及格。曾開過補習班，在擔任公務員後，歷任駐西班牙臺北經濟文化辦事處三等秘書、行政院新聞局國際新聞處秘書、駐尼加拉瓜大使館一等秘書、行政院新聞局國內新聞處科長、駐阿根廷台北商務文化辦事處新聞組長、行政院新聞局國內新聞處簡任編審、駐尼加拉瓜大使館參事、外交部拉丁美洲及加勒比海司參事回部辦事兼任中美洲經貿辦事處主任、臺北駐厄瓜多商務處公使銜代表等職務。
| 中華民國政府職務 | 中華民國政府職務                          | 中華民國政府職務 |
| ---------------- | ----------------------------------------- | ---------------- |
| 前任： 鄭力城    | 中華民國駐厄瓜多代表 2019年9月－2023年9月 | 繼任： 廖鴻達    |
| 前任： 溫曜禎    | 中美洲經貿辦事處主任 2018年8月－2019年8月 | 繼任： 張幼慈    |